# رسانه شرکتی
رسانه‌های شرکتی اصطلاحی است که به نظام تولید، توزیع، مالکیت و سرمایه‌گذاری مالی رسانه‌های گروهی که تحت تسلط ابر شرکت‌ها و مدیران عامل آن شرکت‌ها است گفته می‌شود. بعضی مواقع از این اصطلاح به جای رسانه‌های اصلی استفاده می‌شود تا بیان‌گر عدم توجه رسانه‌ها به خواست عمومی مردم باشد.

## غول‌های رسانه‌ای
طبق گزارش بیزنس اینسایدر، ۹۰ درصد اخبار جهان توسط ۶ غول رسانه‌ای کنترل می‌شوند. این شش شرکت عبارتند از:
- نیوز کورپوریشن که توسط روپرت مرداک پایه‌گذاری شد.
- جنرال الکتریک
- دیزنی
- سی بی اس
- تایم وارنر
- ویاکوم

## پس‌زمینه
منتقدان رسانه‌ای همچون نوآم چامسکی، رالف نیدر و ایمی گودمن اظهار می‌کنند که چنین نظام رسانه‌ای، مخصوصاً زمانی که مسلط بر رسانه اصلی هستند، ناگزیر به تأمین منافع ابر شرکت‌ها هستند. این منتقدان به این نکته اشاره می‌کنند که شبکه‌های اصلی ملی مانند ان‌بی‌سی، شرکت پخش رسانه‌ای آمریکا و سی‌بی‌اس (شبکه) به همراه بیشتر (و یا حتی تمامی) کانال‌های کوچکتر، توسط شبکه‌ای به هم پیوسته از شرکت‌های خوشه‌ای و منافع بانکی بین‌المللی، مدیریت، حمایت مالی و کنترل می‌شوند و ممکن است اخبار و اطلاعاتی که با دستور کار این شرکت‌ها سازگار نباشد را دستکاری یا پالایش کنند.